# Edith Sitwell

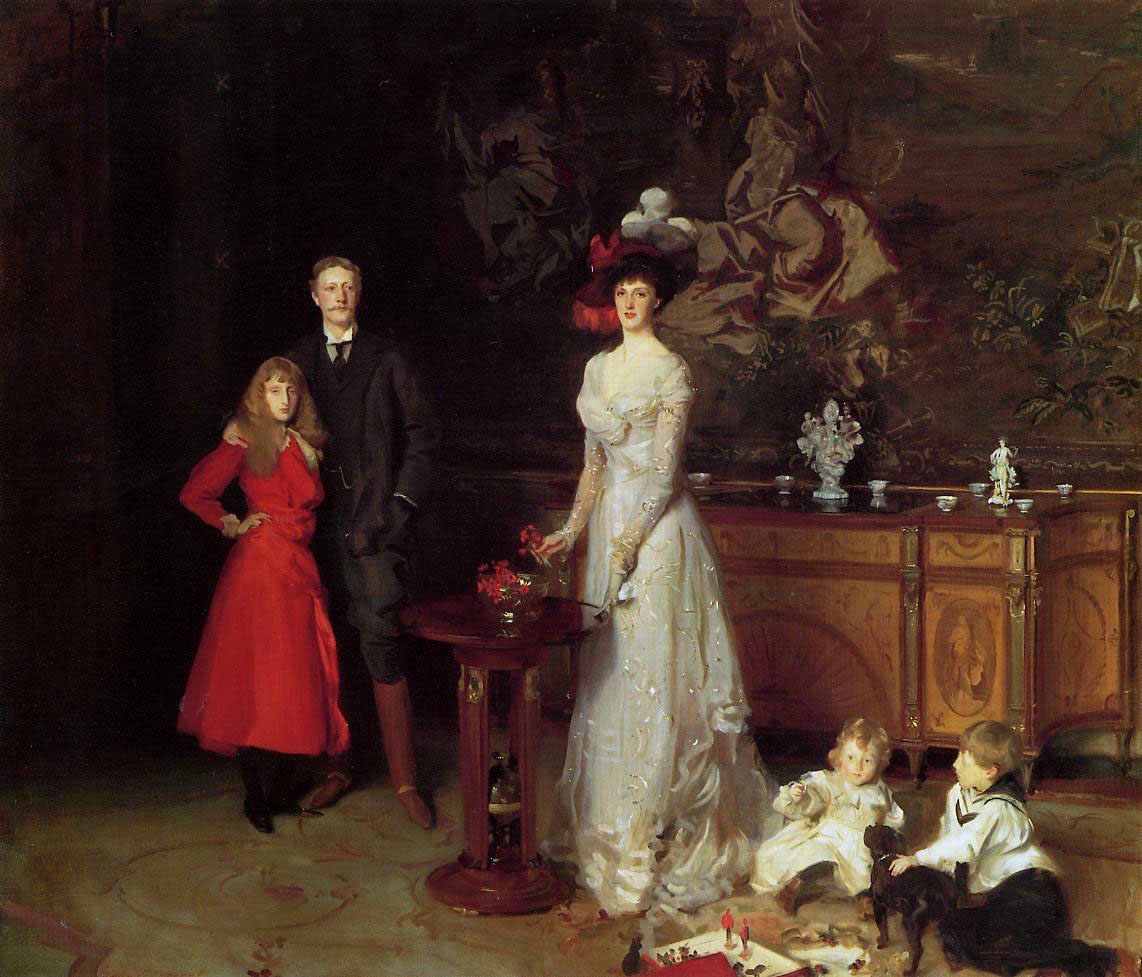
John Singer Sargent: Rodina Sitwellova (1900). Zleva: Edith Sitwell, Sir George Sitwell, Lady Ida, Sacheverell Sitwell (1897-1988) a Osbert Sitwell (1892-1969).

Edith Sitwell, DBE (7. září 1887 Scarborough – 9. prosince 1964 Londýn) byla anglická básnířka, dcera politika George Sitwella a starší sestra spisovatelů Osberta Sitwella a Sacheverella Sitwella. Své první básně publikovala v roce 1913. V roce 1954 byla oceněna Řádem britského impéria. Kolem roku 1957 byla kvůli Marfanovu syndromu upoutána na invalidní vozík. Zemřela v roce 1964 ve svých sedmasedmdesáti letech. Několik jejích básní bylo zhudebněno Benjaminem Brittenem nebo Williamem Waltonem.